# Greensboro (Carolina del Nord)
Greensboro è una città degli Stati Uniti d'America, capoluogo della contea di Guilford, nello Stato della Carolina del Nord.
È anche la più grande città della regione cosiddetta Triade Pedemontana (Piedmont Triad).
Secondo il censimento del 2000, la popolazione cittadina ammontava a 223 891 abitanti, facendone la terza città per popolazione della Carolina del Nord. Secondo le stime del 2006 essa sarebbe aumentata a 240 955 unità.
È situata nel punto d'intersezione delle due principali autostrade interstatali (I-85 e I-40) nella regione Piedmont ("piedi delle montagne") al centro della Carolina del Nord.
Nel 1808 Greensborough (come venne chiamata la cittadina fino al 1895) divenne capoluogo di contea, prendendo il posto della Guilford Court House e spostando così il capoluogo di contea in una località più centralizzata geograficamente nella regione.

## Cultura e Luoghi di interesse
La città è sede di diverse università e college, tra i quali la University of North Carolina at Greensboro, la North Carolina Agricultural and Technical State University, il Guilford College, il Bennett College, il Greensboro College e la Elon University School of Law.

### Musica
- La città è famosa per i frequenti eventi di musica metalcore[senza fonte].

## Sport
Greensboro è rappresentata dalla squadra di baseball dei Greensboro Grasshoppers, e nella pallacanestro dalla squadra della NBA Development League, i Greensboro Swarm. La città ha inoltre dato i natali al calciatore Gianluca Busio.